# Guntram Bogaty
Guntram Bogaty (niem. Guntram der Reiche) (zm.
26 marca 973) – średniowieczny feudał alemański, hrabia Bryzgowii i książę Muri, prawdopodobnie założyciel dynastii Habsburgów.
Pochodził z alzackiej dynastii Etichonów, wywodzącej się od Etichona (Adaryka), księcia Alzacji w VII w. Był trzecim synem Hugona, hrabiego Nordgau w Alzacji (pozbawionego później tytułu i ziemi pod zarzutem zdrady) i Hildegardy.
Miał prawdopodobnie trzech synów:
1. Lancelin (Landold) (*955/960, † 991) hrabia Altenberg (w obecnym kantonie Aargau), Klettgau i Thurgau;
  1. Werner I, biskup Strasburga 1002–1028 (* 975/980, † 28 października 1028 w Konstantynopolu);
  2. Radbot, hrabia Klettgau (* ok. 985, † 30 czerwca przed 1045), zbudował zamek Habsburg w Argowii, wraz z żoną, Itą von Lothringen ufundował klasztor w Muri;
    1. Werner I von Habsburg (* ok. 1020; † 11 listopada 1096)
    2. Richenza von Habsburg (* ok. 1020).

  3. Rudolf I von Habsburg (* 985/990, † ok. 1063);
  4. Landolt II, namiestnik Reichenau; ożeniony z Berthą von Büren († ok. 1000).
2. Eberhard, hrabia Thurgau;
3. Kancelin;

Możliwe, że Kancelin i Lancelin to różne zapisy dotyczące tej samej osoby.
Od jego imienia pochodzi nazwa gminy Guntramsdorf w Dolnej Austrii.